# Parti travailliste (Corée du Sud)
Pour les articles homonymes, voir Parti travailliste.
Le Nodongdang, forme de romanisation révisée (hangeul : 노동당 ; hanja : 勞動黨), généralement appelé « Parti travailliste » en français, est un parti politique de république de Corée (Corée du Sud), actif depuis 2013.
Classé à gauche, il est issu de la fusion du Jinbosindang (Nouveau Parti progressiste) et du Sahoedang (Parti socialiste).

## Histoire
Le parti est officiellement lancé à l’issue d’un congrès organisé à Gwacheon, le 21 juillet 2013.